# ヴォルターゴ・アゴルディーノ
ヴォルターゴ・アゴルディーノ（伊: Voltago Agordino）は、イタリア共和国ヴェネト州ベッルーノ県にある、人口約800人の基礎自治体（コムーネ）。

## 地理

### 位置・広がり

#### 隣接コムーネ
隣接するコムーネは以下の通り。
- アーゴルド
- ゴザルド
- リヴァモンテ・アゴルディーノ
- タイボーン・アゴルディーノ

### 気候分類・地震分類
気候分類では、zona F, 3971 GGに分類される。
また、イタリアの地震リスク階級 (it) では、zona 3 (sismicità bassa) に分類される。